# Море Амундсена

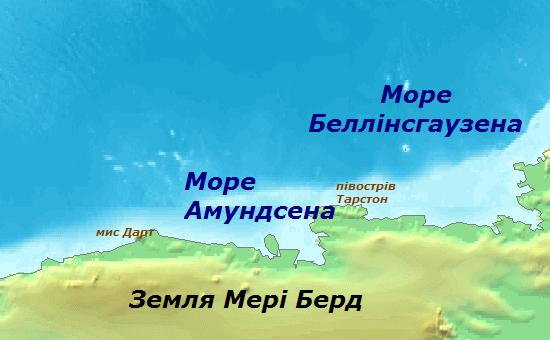

Мо́ре А́мундсена (англ. Amundsen Sea) — окраїнне море, частина тихоокеанського сектору Південного океану, біля узбережжя Західної Антарктиди (Земля Мері Берд). Межує з морями Беллінсгаузена на сході та Росса на заході. Між меридіанами 100° (півострів Тьорстон англ. Thurston) та 123° (мис Дарт) західної довготи. Площа — 98 тисяч км², глибини до 585 м; солоність близько 33,5 ‰. Континентальний шельф структурований хребтом Амундсена та підводними горами Мері Берд.

## Дослідження
Назване на честь норвезького полярника Руала Амундсена норвезькою експедицією 1928—1929 під головуванням капітана Нільса Ларсена.
Узбережжя моря — Земля Мері Берд була відкрита й заявлена власністю Сполучених Штатів Річардом Бердом в 1929 році. Багато що з цієї області було досліджено протягом експедицій (1933—1935) Бердом й антарктичною Службовою Експедицією США (1939—1941).
Море Амундсена — це один з найцікавіших геофізичних і геологічних об'єктів наших часів. Протягом останніх років, нові геофізичні ініціативи були запущені в морі окремими установами, щоб подолати відсутність знань щодо тектонічної та осадкової еволюції континентального шельфу.

## Клімат
Прилегла до узбережжя Антарктиди акваторія моря лежить в антарктичному кліматичному поясі, відкриті північні частини моря — в субантарктичному. Над південною акваторією моря цілий рік переважає полярна повітряна маса. Сильні катабатичні вітри. Льодовий покрив цілорічний. Низькі температури повітря цілий рік. Атмосферних опадів випадає недостатньо. Літо холодне, зима порівняно м'яка. Над північною відкритою частиною моря взимку дмуть вітри з континенту, що висушують і заморожують усе навкруги; влітку морські прохолодні західні вітри розганяють морську кригу, погіршують погоду.
Вздовж узбережжя розташований полярний рухомий баричний центр низького тиску, що й зумовлює найвищу акумуляцію снігового покриву. Брак метеорологічних спостережень в центрі моря обумовлює відсутність даних погоди й клімату цього регіону.

## Шельфові льодовики
Шельфові льодовики завтовщки 3 км й розмірами зі штат Техас вкривають майже весь материковий шельф.
Час від часу від єдиного масиву відколюються великі айсберги, площею до 5 000 км² (B-22 в березні 2002 року 82х62 км). Імена таким айсбергам дають від номера антарктичного квадранта, в якому вони вперше спостерігались.

## Острови
Гранта острів (англ. Grant Island), Керні (англ. Carney Island), Пайн (англ. Pine Island), Шерман (англ. Sherman Island), Сайпл (англ. Siple Island).

## Фауна
В морі водяться тюлень Росса, тюлень Ведделла, морські леопарди, кити, пінгвіни.

## Біологія
Західна частина акваторії моря відноситься до морського екорегіону Море Амундсена-Беллінсгаузена, а східна — до узбережжя Антарктичного півострова південноокеанічної зоогеографічної провінції. У зоогеографічному відношенні донна фауна континентального шельфу й острівних мілин до глибини 200 м відноситься до антарктичної циркумполярної області антарктичної зони.